# Coppa di Francia 1980-1981
La stagione 1980-81 della Coppa di Francia è stata la 64ª edizione della coppa nazionale di calcio francese. Fu vinta per la prima volta dal Bastia, che ebbe la meglio in finale sul Saint-Étienne allora appena laureatosi Campione di Francia.

## Calendario

### Trentaduesimi di finale
| Squadra 1           | Risultato       | Squadra 2            |
| ------------------- | --------------- | -------------------- |
| 14/15 febbraio 1981 |                 |                      |
| Angers              | 0 - 0 (3-1 dcr) | Stade Quimpérois     |
| Angoulême           | 2 - 0           | FC Libourne          |
| Auxerre             | 2 - 0           | Besançon             |
| Bastia              | 3 - 0           | Caen                 |
| Bordeaux            | 1 - 0 (dts)     | Stade Poitevin       |
| Châteauroux         | 1 - 0           | Valenciennes         |
| Louhans-Cuiseaux    | 2 - 1           | Gazélec Ajaccio      |
| Fécampois           | 3 - 1 (dts)     | Friville-Escarbotin  |
| A.E.P. du Bourg     | 2 - 1           | Saint-Georges        |
| Le Havre            | 1 - 0           | Laval                |
| Lens                | 1 - 0           | Yonnais              |
| Lilla               | 2 - 0           | Calais RUFC          |
| Malakoff            | 2 - 1           | Haguenau             |
| Martigues           | 1 - 1 (5-4 dcr) | Olympique Lione      |
| Maubeuge            | 2 - 0           | Corbeil-Essones      |
| Metz                | 2 - 1           | Saint-Chamonais      |
| Monaco              | 4 - 1           | Biterroise           |
| Montpellier         | 1 - 0           | Nizza                |
| Nancy               | 5 - 0           | Pélén du Morne Rouge |
| Nantes              | 1 - 0           | Amiens               |
| Nîmes               | 2 - 0           | Grenoble             |
| Orléans             | 3 - 1           | Melunais             |
| Paris Saint-Germain | 2 - 0           | Rennes               |
| Poissy              | 2 - 0           | Tolosa               |
| Pont de Chéruy      | 1 - 0           | Tropézienne          |
| Saint-Étienne       | 2 - 0           | Déodatiens           |
| Sochaux             | 3 - 1           | Limoges              |
| Strasburgo          | 1 - 0           | Paris FC             |
| Thionville          | 0 - 0 (4-1 dcr) | Sedan                |
| Thonon              | 2 - 0           | Moulien              |
| Tours               | 1 - 0           | AS Brest             |
| Valence             | 2 - 0           | Olympique Alès       |

### Sedicesimi di finale
| Squadra 1                | Totale | Squadra 2           | Andata | Ritorno     |
| ------------------------ | ------ | ------------------- | ------ | ----------- |
| Nantes                   | 5 - 5  | Paris Saint-Germain | 2 - 0  | 3 - 5       |
| Angers                   | 1 - 10 | Bordeaux            | 1 - 4  | 0 - 6       |
| Nîmes                    | 3 - 5  | Nancy               | 2 - 4  | 1 - 1       |
| Tours                    | 2 - 4  | Lens                | 1 - 2  | 1 - 2       |
| Sochaux                  | 2 - 2  | Monaco              | 2 - 1  | 0 - 1 (dts) |
| Bastia                   | 3 - 2  | Auxerre             | 2 - 1  | 1 - 1       |
| Orléans                  | 0 - 2  | Metz                | 0 - 0  | 0 - 2       |
| Lilla                    | 3 - 2  | Thonon-les-Bains    | 3 - 1  | 0 - 1       |
| Valence                  | 0 - 6  | Saint-Étienne       | 0 - 1  | 0 - 5       |
| US Fécamp                | 0 - 7  | Strasburgo          | 0 - 3  | 0 - 4       |
| Poissy                   | 0 - 1  | Le Havre            | 0 - 0  | 0 - 1       |
| La Roche Vendée Football | 0 - 2  | Angoulême           | 0 - 1  | 0 - 1       |
| Louhans-Cuiseaux         | 1 - 5  | Montpellier         | 1 - 2  | 0 - 3       |
| Thionville FC            | 5 - 1  | Pont-de-Chéruy      | 2 - 0  | 3 - 1       |
| USM Malakoff             | 1 - 1  | Martigues           | 1 - 1  | 0 - 0 (dts) |
| Maubeuge                 | 3 - 8  | Châteauroux         | 1 - 3  | 2 - 5       |

### Ottavi di finale
| Squadra 1     | Totale | Squadra 2     | Andata | Ritorno       |
| ------------- | ------ | ------------- | ------ | ------------- |
| Bastia        | 3 - 2  | Monaco        | 2 - 0  | 1 - 2         |
| Nantes        | 5 - 10 | Bordeaux      | 1 - 4  | 4 - 6         |
| Nancy         | 3 - 4  | Saint-Étienne | 2 - 1  | 1 - 3         |
| Châteauroux   | 1 - 2  | Lilla         | 1 - 0  | 0 - 2         |
| Le Havre      | 1 - 2  | Lens          | 1 - 0  | 0 - 2 (dts)   |
| Metz          | 2 - 2  | Montpellier   | 2 - 1  | 0 - 1 (- dcr) |
| Strasburgo    | 3 - 2  | Angoulême     | 2 - 0  | 1 - 2         |
| Thionville FC | 2 - 5  | Martigues     | 2 - 2  | 0 - 3         |

### Quarti di finale
| Squadra 1     | Totale | Squadra 2   | Andata | Ritorno |
| ------------- | ------ | ----------- | ------ | ------- |
| Lens          | 3 - 2  | Lilla       | 3 - 1  | 0 - 1   |
| Bordeaux      | 1 - 9  | Strasburgo  | 1 - 5  | 0 - 4   |
| Saint-Étienne | 3 - 2  | Montpellier | 2 - 1  | 1 - 1   |
| Martigues     | 3 - 5  | Bastia      | 3 - 0  | 0 - 5   |

### Semifinali
| Squadra 1     | Totale | Squadra 2  | Andata | Ritorno |
| ------------- | ------ | ---------- | ------ | ------- |
| Bastia        | 3 - 0  | Lens       | 2 - 0  | 1 - 0   |
| Saint-Étienne | 3 - 2  | Strasburgo | 2 - 1  | 1 - 1   |

### Finale
| Squadra 1 | Risultato | Squadra 2     |
| --------- | --------- | ------------- |
| Bastia    | 2 - 1     | Saint-Étienne |

| Arbitro: | Georges Konrath |

|                                                                                       |            | |
| Marcialis 50’ Milla 58’                                                               | Marcatori  | 72’ (rig.) Santini |
| Hiard Cazes Marchioni Orlanducci Lacuesta Desvignes Marcialis Fiard Milla Henry Ihily | Formazioni | · Castaneda · Battiston · Janvion · Gardon 19’ · Lopez · Santini · Zimako · Elie · Roussey 86’ · Platini · Rep · A disposizione · Primard 19’ · Paganelli 86’ |
| Antoine Redin                                                                         | Allenatori | Robert Herbin |